# Sorbeoconcha
Sorbeoconcha é um clado taxonômico de moluscos gastrópodes da superordem Caenogastropoda. É constituído principalmente por espécies marinhas com brânquias e opérculos.

## Taxonomia
O táxon Sorbeoconcha foi descrito por Winston Ponder e David R. Lindberg em 1997.

### Classificação taxonômica de 1997
De acordo com a antiga classificação de Ponder e Lindberg, Sorbeoconcha é uma ordem, na qual estão inseridas as seguintes subordens:
- Discopoda P. Fischer, 1884
- Murchisoniina Cox & Knight, 1960
- Hypsogastropoda Ponder & Lindberg, 1997
- Cerithiimorpha Golikov & Starobogatov, 1975

### Classificação taxonômica de 2005
- Na taxonomia de Bouchet & Rocroi, de 2005, o clado Sorbeoconcha foi declarado um táxon sem posicionamento específico, dentro do clado Caenogastropoda. Segundo a nova classificação, o Sorbeoconcha compreende os seguintes clados:
- Cerithioidea Fleming, 1822 (superfamília)
- Campaniloidea Douvillé, 1904 (superfamília)
- Ptenoglossa Gray, 1853 (grupo informal)
- Neogastropoda Thiele, 1929 (sem posicionamento)

Ainda inclui as seguintes famílias extintas, as quais não estão inseridas em uma superfamília:
- † Acanthonematidae Wenz, 1938
- † Canterburyellidae Bandel, Gründel &  Maxwell, 2000
- † Prisciphoridae Bandel, Gründel & Maxwell, 2000